# Fronten väntar
Fronten väntar (eng. Take the High Ground!) är en amerikansk krigsfilm från 1953 i regi av Richard Brooks, med Richard Widmark, Karl Malden, Elaine Stewart och Carleton Carpenter i rollerna.

## Handling
Sergeanterna Thorne Ryan (Richard Widmark) och Laverne Holt (Karl Malden) utbildar nya soldater för den amerikanska armén. I maj 1953 anländer en ny grupp av rekryter till Fort Bliss i El Paso i Texas. Soldaterna måste tränas väl innan de skeppas över havet för att slåss i Koreakriget.

## Rollista
| Richard Widmark    | – Sgt. Thorne Ryan        |
| Karl Malden        | – Sgt. Laverne Holt       |
| Elaine Stewart     | – Julie Mollison          |
| Carleton Carpenter | – Merton "Tex" Tolliver   |
| Russ Tamblyn       | – Paul Jamison            |
| Jerome Courtland   | – Elvin C. Carey          |
| Steve Forrest      | – Lobo Naglaski           |
| Robert Arthur      | – Donald Quentin Dover IV |
| William Hairston   | – Daniel Hazard           |
| Maurice Jara       | – Franklin D. No Bear     |
| Bert Freed         | – Sgt. Vince Opperman     |

## Produktion
Filmen skulle spelats in under träningen för att bli en amerikansk marinkårssoldat i San Diego, Kalifornien under titeln The making of a Marine. Det sades sedan att marinkåren inte ville samarbeta för de ville inte väcka liv i kontroverser över tuffheten i deras träningsprogram. Armén var däremot villig att samarbeta med studion och filmen spelades in hos dem på Fort Bliss i Texas.
Filmen öppnar med orden:
| ” | An Infantryman once said, 'There was a time I wanted to kill my drill sergeant, but later in combat I thanked God for what he taught me. I found out that a drill sergeant, tough as he was, wasn't as tough as the enemy.' | „ |

## Utmärkelser

### Nomineringar
- Oscar: Bästa originalmanus (Millard Kaufman)